# Асадчев Валерій Михайлович
Вале́рій Миха́йлович Аса́дчев (нар. 14 липня 1953) — український політик.

## Життєпис
Народився в Києві 14 липня 1953. Має коріння з Чернігівщини, зокрема, із смт Радуль.

### Освіта
У 1977 році закінчив Київський політехнічний інститут (інженер-технолог) та Київську консерваторію ім. П. Чайковського (хоровий диригент). 
У 1997-му — юридичний факультет Національного університету ім. Т. Шевченка. Кандидат економічних наук (2003).

### Діяльність
1977–1991 — Інженер-технолог дослідного заводу Інституту електрозварювання ім. Є. Патона.
1991–1995 — Депутат Московської райради в Києві, заступник голови райради.
1995–1998 — Голова держадміністрації Московського району Києва.
З 1998 року — член Народного Руху України. З 1999-го — член центрального проводу Української Народної Партії (до 2003-го називалася Українським Народним Рухом).
У 1998–2002 — Народний депутат України 3-го скликання від Народного Руху України.
Голова підкомітету з питань бюджету АР Крим, органів місцевого самоврядування та формування місцевих бюджетів Комітету Верховної Ради з питань бюджету. З 1998 року — викладач курсу «Бюджетна система України» в Київському славістичному університеті.
2002–2006 — Народний депутат України 4-го скликання, обраний по виборчому округу № 220 м. Київ. Входить до блоку Віктора Ющенка «Наша Україна». Заступник голови Комітету з питань бюджету.
Президент Віктор Ющенко 26 травня 2006 року призначив Асадчева головою Полтавської обласної державної адміністрації. На той час він був членом Української народної партії. Працював на посаді до 2010 року.

## Родина
Дружина Валентина Михайлівна, інженер. Дочка Тетяна, співачка (мецо-сопрано) та журналістка газети «Вечірній Київ».